# ラーゲリより愛を込めて
『ラーゲリより愛を込めて』（ラーゲリよりあいをこめて）は、2022年12月9日公開の日本映画。
原作は辺見じゅんのノンフィクション作品『収容所（ラーゲリ）から来た遺書』。監督は瀬々敬久、主演は二宮和也。なお、当初の仮題は原作と同じ『収容所（ラーゲリ）から来た遺書』だった。

## あらすじ
昭和20年（1945年）、ロシア語が堪能で満鉄調査部に勤める山本幡男は、妻と4人の幼い子供たちと共にハルビンで暮らしていた。第二次世界大戦が激化する中、現地招集で兵士となった幡男は、終戦によりソ連軍の捕虜とされた。妻子はなんとか日本に戻れたが、ハバロフスクの収容所（ラーゲリ）に送られる幡男。日本軍捕虜たちは、程なくして帰国のためにシベリア鉄道に乗せられたが、途中で下車させられた幡男ら一部の兵士たちは、そのまま別の収容所に送られてしまった。
冬期には零下40度にもなる過酷なシベリアで強制労働をさせられる幡男たち。生きる気力を失い、荒んで行く仲間たちを、「諦めるな！」と励まし続ける幡男。だが、幡男は次第に体調を崩して行った。幡男をもっと設備の整った病院に移すために、ストライキで労働を拒否する日本人捕虜たち。
2週間で病院から戻される幡男。咽頭癌の末期で手の施しようがなく、余命は3ヶ月との診断だった。そんな幡男に遺書を書くことを勧める捕虜の団長。幡男は、1954年に45才で亡くなり、遺書を書いたノートは没収された。
1956年、ようやく帰国が叶う日本軍捕虜たち。翌年から、一人また一人と幡男の家族の家を訪ね、記憶して来た幡男の遺書の内容を伝える収容所の仲間たち。収容所では日本語の書類は没収されるので、仲間たちは幡男の遺書を分担して暗記していたのだ。
時は流れ2022年、孫娘の結婚式に参列した幡男の長男・顕一は、遠い昔に両親や兄弟たち全員で最後に揃って出席したハルビンでの楽しい結婚式を思い出し、どんな時にも人間らしく生きた父・幡男に思いを馳せて、幡男の言葉「今日という日を、よーく覚えておくんだよ」を新婦へ贈った。

## キャスト
- 山本幡男：二宮和也[7]
- 山本モジミ：北川景子[8]
- 松田研三：松坂桃李[9]
- 新谷健雄：中島健人[9]
- 山本顕一（壮年期）：寺尾聰[注釈 1][9]
- 相沢光男：桐谷健太[9]
- 原幸彦：安田顕[9]
- 鈴木信二：奥野瑛太
- 高橋良太：金井勇太
- 竹下勝：中島歩
- 由美：田辺桃子
- 西野浩：佐久本宝
- 後藤実：山時聡真
- 山本顕一（青年期）：奥智哉
- 坂口：渡辺真起子
- 佐々木：三浦誠己
- 片山：山中崇
- 松田静子：朝加真由美
- 玉田船長：酒向芳
- 山本マサト：市毛良枝

## スタッフ
- 原作：辺見じゅん『収容所（ラーゲリ）から来た遺書』
- 監督：瀬々敬久
- 脚本：林民夫
- 企画プロデュース：平野隆
- 音楽：小瀬村晶[10]
- 主題歌：Mrs. GREEN APPLE「Soranji」（ユニバーサルミュージック / EMI Records）[11]
- プロデューサー：下田淳行、刀根鉄太、辻本珠子
- 共同プロデューサー：原公男、水木雄太
- 音楽プロデューサー：溝口大悟
- ラインプロデューサー：及川義幸
- 撮影：鍋島淳裕
- 照明：かげつよし
- 美術：磯見俊裕、露木恵美子
- 装飾：大庭信正
- 小道具：柳澤武
- 録音：髙田伸也
- 編集：早野亮
- VFXスーパーバイザー：道木伸隆
- VFXプロデューサー：小坂一順
- スクリプター：江口由紀子
- 衣装：大塚満
- ヘアメイク：那須野詞
- 助監督：海野敦
- 制作担当：馬渕敦史
- 軍事監修：軍事法規研究会
- 助成：文化庁文化芸術振興費補助金（映画創造活動支援事業）独立行政法人日本芸術文化振興会
- 企画協力：清水香子、文藝春秋
- 配給： 東宝
- 制作プロダクション：ツインズジャパン
- 製作：映画「ラーゲリより愛を込めて」製作委員会

## 関連出版
- 辺見じゅん『収容所（ラーゲリ）から来た遺書』文春文庫、1992年。原作
- 前川奈緒『ラーゲリより愛を込めて』文春文庫、2022年。ノベライズ作品
- 河井克夫漫画『ラーゲリ　収容所から来た遺書』文藝春秋・文春現代史コミックス、2022年

## 受賞歴
- 第46回日本アカデミー賞[12]
  - 優秀主演男優賞 - 二宮和也
  - 優秀美術賞 - 磯見俊裕、露木恵美子
- 第65回ブルーリボン賞 主演男優賞 - 二宮和也[13]

## テレビ放映
| 回数 | 放送局    | 放送枠   | 放送日        | 放送時間      | 放送分数 | 平均世帯 視聴率 | 備考         |
| ---- | --------- | -------- | ------------- | ------------- | -------- | --------------- | ------------ |
| 1    | TBSテレビ | （なし） | 2025年3月10日 | 1:28 - 3:45   | 137分    | 0.5%            | 地上波初放送 |
| 2    | TBSテレビ | （なし） | 2025年8月11日 | 21:00 - 23:27 | 147分    |                 |              |

- 地上波放送・関東地区のみ記載。
- 視聴率はビデオリサーチ調べ。関東地区でのデータ。